# Christian Tomner
Hans Lennart Christian Tomner, född 14 december 1948 i Malmö, är en svensk regissör.

## Biografi
Tomner har efter regiutbildningen på Dramatiska Institutet regisserat ett stort antal uppsättningar på ett flertal svenska teatrar, såsom Dramaten, där han inledde med urpremiären på Lars Noréns pjäs Nattvarden 1985, Pistolteatern med Spindelkvinnans kyss 1988 och Fröken Julie 1989, Göteborgs stadsteater (Linje Lusta och Ett resande teatersällskap), Riksteatern, Uppsala Stadsteater (bland annat August Strindbergs Gustav III, Jeanne d'Arc av Marie Silkeberg och Tomner, samt Kliniken av Lars Norén), Helsingborgs stadsteater (Henrik Ibsens Gengångare och Edward Albees Vem är rädd för Virginia Woolf?), Länsteatern i Örebro, Teater Västmanland och flera produktioner på landets teaterhögskolor.
Lars Noréns pjäser har han ofta dragits till och 1997 gjorde han tillsammans med Norén en annorlunda satsning, då han regisserade dennes Så enkel är kärleken på den privata Vasateatern i Stockholm. Pjäsen handlar om ett skådespelarpar, som just avslutat en föreställning av Edward Albees Vem är rädd för Virginia Woolf?. Den sistnämnda pjäsen hade Lars Norén regisserat på samma teater året innan (1996). Båda gångerna spelades huvudrollerna i de komplicerade äktenskapsdramerna av det äkta paret Marie Göranzon och Jan Malmsjö.

## Teater

### Regi (ej komplett)
| År   | Produktion                                                      | Upphovsmän                                                          | Teater                           |
| ---- | --------------------------------------------------------------- | ------------------------------------------------------------------- | -------------------------------- |
| 1975 | Den röda näsan                                                  | Christian Tomner och Torsten Letser                                 | Norrköping-Linköping stadsteater |
| 2000 | Gengångare Gengangere                                           | Henrik Ibsen Översättning Tore Zetterholm                           | Helsingborgs stadsteater         |
| 2001 | Vem är rädd för Virginia Woolf? Who's Afraid of Virginia Woolf? | Edward Albee Översättning Gunnar P. Dahlquist                       | Helsingborgs stadsteater         |
| 2003 | Hedda Gabler                                                    | Henrik Ibsen                                                        | Dramaten                         |
| 2003 | Farmor och vår Herre                                            | Hjalmar Bergman                                                     | Dramaten                         |
| 2004 | 3 systrar Три сeстры, Tri sestry                                | Anton Tjechov Översättning Lars Kleberg                             | Helsingborgs stadsteater         |
| 2005 | Tryck stjärna                                                   | Bodil Malmsten                                                      | Dramaten                         |
| 2006 | Cabaret                                                         | John Kander, Fred Ebb och Joe Masteroff Översättning Carsten Palmær | Helsingborgs stadsteater         |
| 2007 | Juloratoriet                                                    | Göran Tunström                                                      | Stockholms stadsteater           |
| 2008 | Bernardas hus La casa de Bernarda Alba                          | Federico Garcia Lorca                                               | Dramaten                         |
| 2009 | Cancerbalkongen                                                 | Marianne Goldman                                                    | Helsingborgs stadsteater         |
| 2016 | Farmor och vår Herre                                            | Hjalmar Bergman                                                     | Helsingborgs stadsteater         |
| 2018 | Anna och Mats bor inte här längre                               | Helena von Zweigbergk                                               | Helsingborgs stadsteater         |